# Уолдо, Джордж
Джордж Эрнест Уолдо (англ. George Ernest Waldo, 11 января 1851, Бруклин, Нью-Йорк — 16 июня 1942, Пасадина, Калифорния) — американский политик, адвокат. Член Палаты Представителей Конгресса США с 1905 по 1909 год.

## Биография
Джон Уолдо родился 11 января 1851 года в Бруклине. После окончания старшей школы он два года проучился в Корнеллском университете. Затем изучал право в Нью-Йорке. Был принят в коллегию адвокатов в 1876 году в Покипси. С 1883 по 1889 год Уолдо был деревенским адвокатом в Улиссе, Небраска. Там же он входил в попечительский совет и занимал должность директора старшей школы.
В 1889 году Уолдо вернулся в Нью-Йорк. В 1896 году был избран членом Ассамблеи штата Нью-Йорк. С 1899 по 1904 год он работал комиссаром в округе Кингс. С 1905 по 1909 год был членом Палаты представителей от Республиканской партии. После ухода с поста вернулся к адвокатской практике. В 1913 году Уолдо переехал в Лос-Анджелес, а спустя пять лет в Пасадину. 
Джон Уолдо умер в Пасадине 16 июня 1942 года. После смерти был кремирован, его прах захоронен в Скотленде, Коннектикут.